# Ван Цзи
Ван Цзи (кит. трад. 王績, упр. 王绩, пиньинь Wáng Jī; 585—644) — китайский поэт времен империи Тан. Его произведения входят в антологию Триста танских поэм.

## Биография
Родился в 585 году в уезде Лунмэнь области Цзянчжоу (сейчас это уезд Хэцзинь провинции Шаньси) в семье литераторов, из которой вышли поэты Ван Тун и Ван Бо. Поступил на государственную службу ещё в конце существования империи Суй, сначала на должность корректора при императорском архиве, затем получил повышение до начальника канцелярии Шести ведомств.
После образования империи Тан в 618 году, был переведён на должность заместителя начальника Музыкального управления. Вскоре подал прошение об отставке и вернулся в родные края уже со славою великого поэта. Вел богемную разгульную жизнь, предпочитая литературной деятельности вино и женщин. Сумел отговориться от попытки императора Гаоцзу включить его в состав своей свиты. Умер на родине в 644 году.

## Творчество
Большая часть произведений — пейзажная лирика в стиле горы и вода, сады и поля. Любимые темы произведений — описания одинокой жизни среди природы и веселых дружеских празднеств. Любимая форма — пятисловные восьмистрофные люйши, в которых он придерживается всех требований классической китайской поэзии: уравновешенность, ненасыщенность, прозрачность и отстраненность. Творчество Ван Цзи оказало существенное влияние на будущие поколения танских поэтов. Сохранились сборники произведений: «Избранные произведения Философа с Восточного берега». Самые известные стихотворения — «Прохожу мимо трактира» и «Смотрю вдаль».
Его произведения входят в антологию Триста танских поэм.